# حبيش (ويس)
حبیش (بالفارسية: حبیش) هي منطقة سكنية تقع في إيران في قسم ويس الريفي. يقدر عدد سكانها بـ 28 نسمة بحسب إحصاء 2016.